# Sanmatenga
Sanmatenga ist eine Provinz in der Region Centre-Nord des westafrikanischen Staates Burkina Faso. Sie besteht aus elf Departements und Gemeinden. Hauptstadt ist Kaya. In der Provinz leben vorwiegend Angehörige der Mossi. In Ziga befindet sich ein neuer Stausee, der die Hauptstadt Ouagadougou mit Wasser versorgt.

## Liste der Departements/Gemeinden
| Nr. | Departement/Gemeinde |
| --- | -------------------- |
| 1   | Barsalogho           |
| 2   | Boussouma            |
| 3   | Dablo                |
| 4   | Kaya                 |
| 5   | Korsimoro            |
| 6   | Namissiguima         |
| 7   | Mané                 |
| 8   | Pensa                |
| 9   | Pibaoré              |
| 10  | Pissila              |
| 11  | Ziga                 |